# تومي بويل
تومي بويل (بالإنجليزية: Tommy Boyle)‏ (21 فبراير 1901 بشفيلد في المملكة المتحدة - 9 يناير 1972) هو لاعب كرة قدم بريطاني (وحمل سابقاً جنسية المملكة المتحدة لبريطانيا العظمى وأيرلندا) في مركز مهاجم داخلي. لعب مع شيفيلد يونايتد وماكليسفيلد تاون ومانشستر يونايتد ونادي نورثامبتون تاون ونادي سكاربورو.

## وصلات خارجية
- تومي بويل على موقع عالم كرة القدم.نت (الإنجليزية)